# Presidenti dell'AFC

La giurisdizione dell'AFC

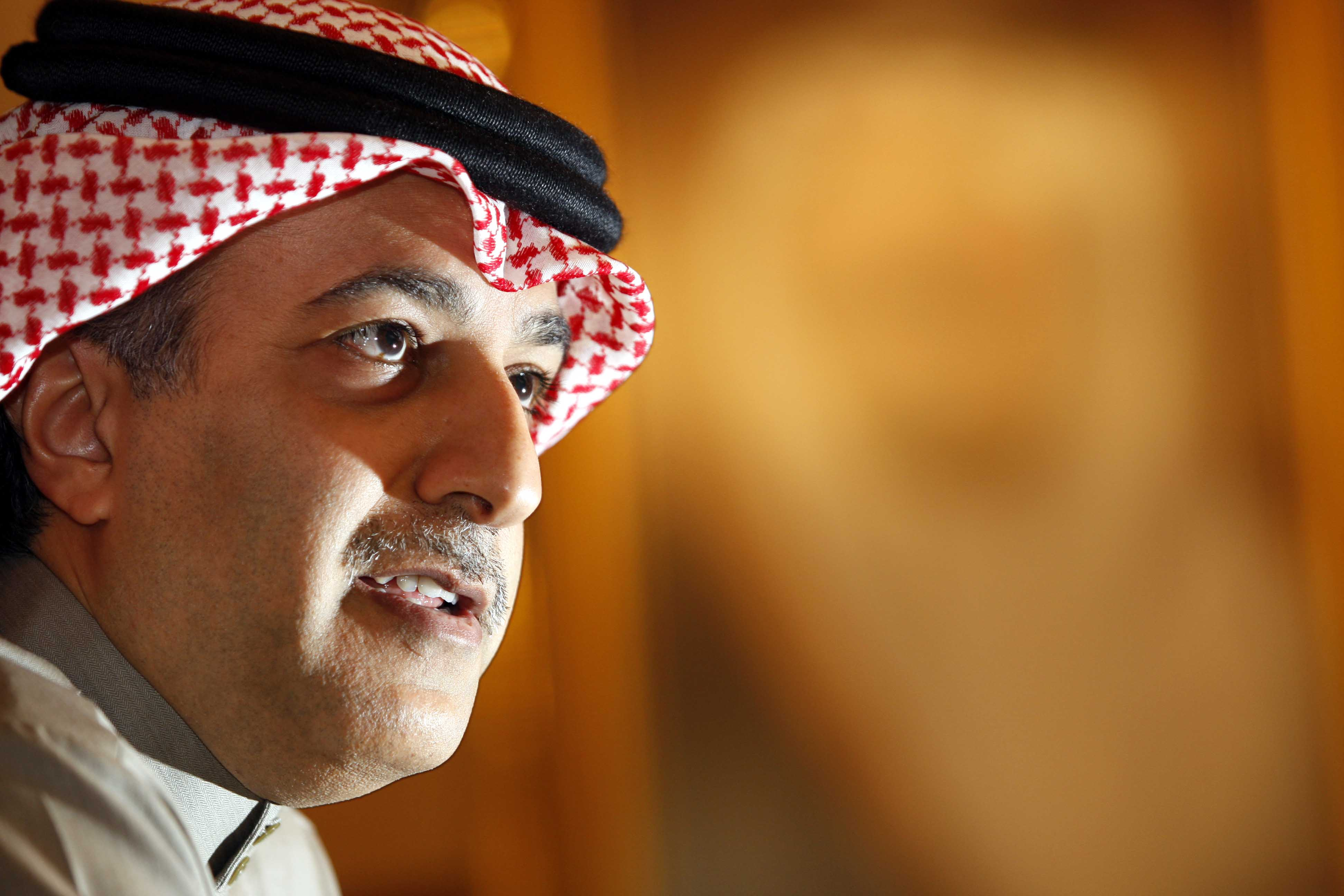
Salman Bin Ibrahim Al-Khalifa, presidente dal 2 maggio 2013

Quella che segue è una lista dei presidenti della AFC, l'organo di governo del calcio asiatico.

## Presidenti
| Ordine   | Nome                | Inizio in carica | Termine carica   | Durata mandato      | Nazionalità |
| -------- | ------------------- | ---------------- | ---------------- | ------------------- | ----------- |
| 1        | Man-kam Lo          | 1954             | 1954             | 0 anno, 0 giorni    | Hong Kong   |
| 2        | Kwok Chan           | 1954             | 1956             | 2 anni, 0 giorni    | Hong Kong   |
| 3        | William Louey       | 1956             | 1957             | 1 anno, 0 giorni    | Hong Kong   |
| 4        | Chan Nam Cheong     | 1957             | 1958             | 1 anno, 0 giorni    | Hong Kong   |
| 5        | Tunku Abdul Rahman  | 1958             | 11 dicembre 1977 | 19 anni, 0 giorni   | Malaysia    |
| 6        | Kambiz Atabay       | 1977             | 9 dicembre 1978  | 1 anno, 0 giorni    | Iran        |
| 7        | Hamzah Abu Samah    | 9 dicembre 1978  | 1 agosto 1994    | 15 anni, 235 giorni | Malaysia    |
| 8        | Ahmad Shah          | 1 agosto 1994    | 1 agosto 2002    | 8 anni, 0 giorni    | Malaysia    |
| 9        | Mohammed bin Hammam | 1 agosto 2002    | 29 maggio 2011   | 8 anni, 301 giorni  | Qatar       |
| reggente | Zhang Jilong        | 29 maggio 2011   | 1 maggio 2013    | 1 anno, 337 giorni  | Cina        |
| 10       | Salman Al-Khalifa   | 2 maggio 2013    | attuale          | 3 anni, 313 giorni  | Bahrain     |